# Rusokstrenska Reka
Rusokstrenska Reka (bulgariska: Русокстренска Река) är ett vattendrag i Bulgarien.   Det ligger i regionen Burgas, i den östra delen av landet, 300 km öster om huvudstaden Sofia. Rusokstrenska Reka ligger vid sjön Mandra.
I omgivningarna runt Rusokstrenska Reka växer i huvudsak lövfällande lövskog. Runt Rusokstrenska Reka är det ganska glesbefolkat, med 24 invånare per kvadratkilometer.